# Lorraine Watson
Lorraine Watson (* 12. Juni 1985 als Lorraine Clark) ist eine schottische Fußballschiedsrichterin.
Seit 2010 steht sie auf der Liste der FIFA-Schiedsrichter und leitet internationale Fußballspiele.
In der Saison 2015/16 leitete Watson erstmals Spiele in der Women’s Champions League. Zudem pfiff sie bereits Partien in der EM-Qualifikation für die Europameisterschaft 2017 in den Niederlanden und die EM 2022 in England, in der europäischen WM-Qualifikation für die WM 2019 in Frankreich und die WM 2023 in Australien und Neuseeland sowie Freundschaftsspiele.
Zudem war sie bei der U-19-Europameisterschaft 2013 in Wales (als Vierte Offizielle), bei der U-19-Europameisterschaft 2015 in Israel sowie bei der Europameisterschaft 2017 und Europameisterschaft 2022 jeweils als Vierte Offizielle im Einsatz.